# مرگ‌ومیر نوزادان

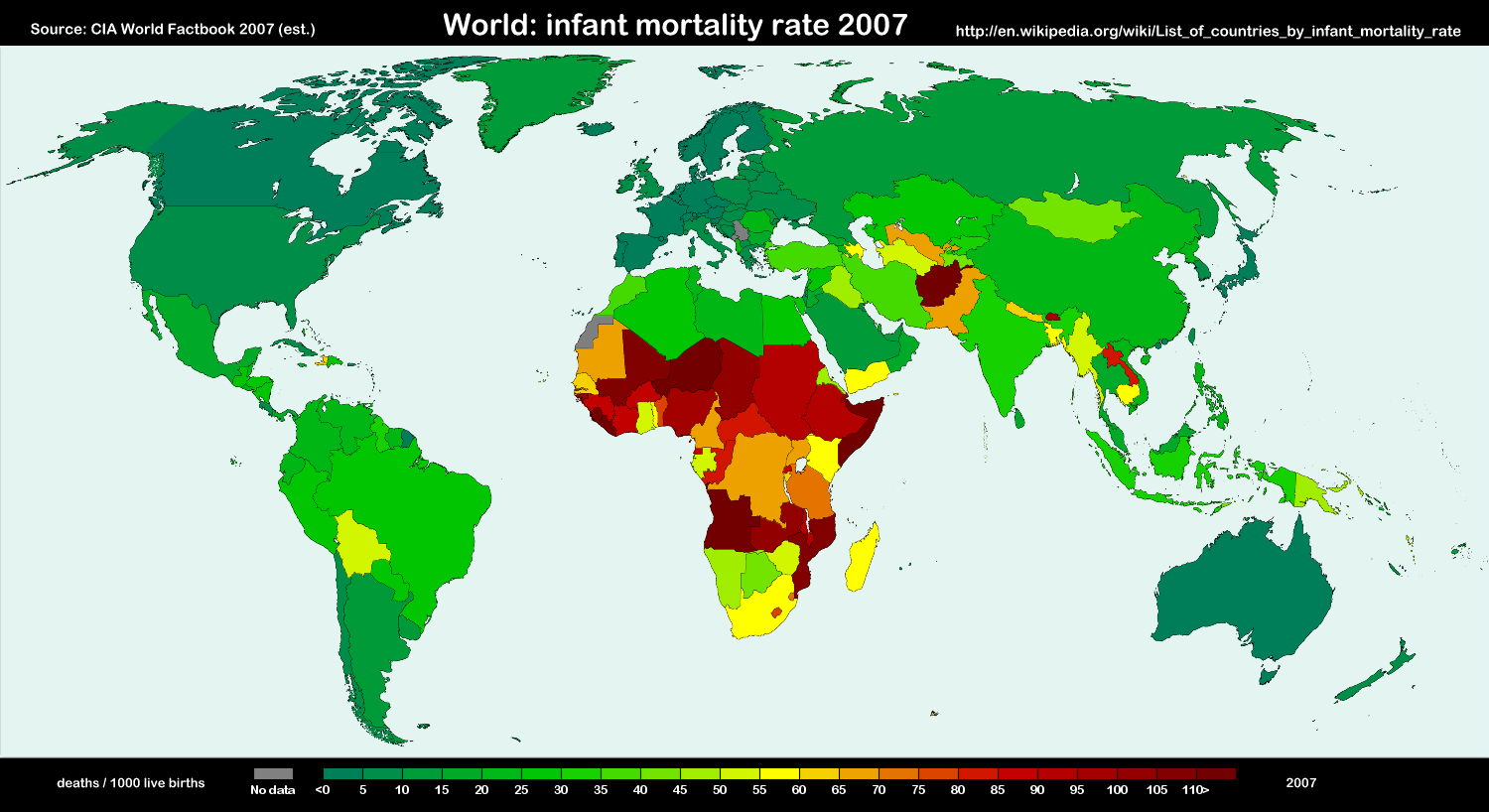
میزان مرگ‌ومیر نوزادان در سال ۲۰۰۷ بر اساس آمار سیا ورلد فکت‌بوک

مرگ‌ و میر نوزادان یک شاخص بهداشتی است که از تقسیم تعداد مرگ‌ومیر نوزادان کمتر از یک ماه (28 روز) در طول یک سال به نوزادان زنده متولد شده در همان سال به دست می‌آید و حاصل آن در ۱۰۰۰ ضرب می‌شود. این شاخص نشان می‌دهد که در ازای هر ۱۰۰۰ بچه زنده متولد شده در یک سال چند نفر از آن‌ها پیش از یک‌ماهگی می‌میرند.
در گذشته کم‌آبی ناشی از اسهال مهمترین عامل مرگ نوزادان بود، اما با آگاه‌سازی مادران سراسر دنیا در مورد رساندن نوشیدنی‌ها، نمک و قند (به ویژه محلول ORS) به کودکان مبتلا به اسهال، مرگ و میر ناشی از کم‌آبی به میزان قابل توجهی کاهش یافته و از اواخر دهه ۱۹۹۰ میلادی تاکنون سینه‌پهلو مهمترین قاتل نوزادان بوده‌است.
مرگ‌ومیر کودکان نیز یک شاخص بهداشتی و مرتبط با توسعه اقتصادی و اجتماعی است که تعداد مرگ افراد کمتر از ۵ سال را نسبت به ۱۰۰۰ کودک کمتر از ۵ سال نشان می‌دهد. 

## مرگ‌ومیر نوزادان در کشورها

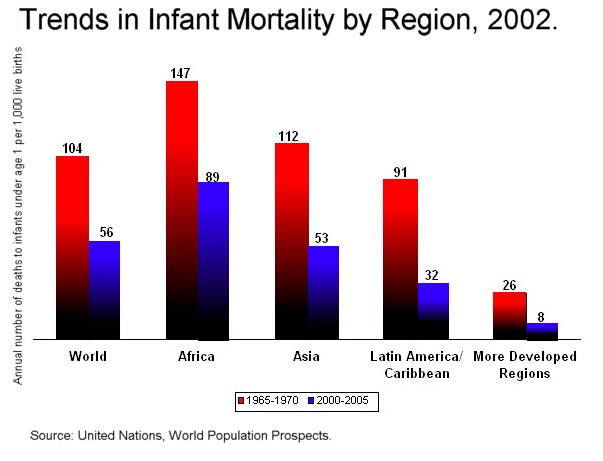
مرگ‌ومیر نوزادان در نواحی مختلف دنیا (۱۹۶۵-۱۹۷۰ و ۲۰۰۰-۲۰۰۵)

میزان مرگ‌ومیر نوزادان در سرتاسر جهان در سال ۲۰۰۸ بر اساس آمار سیا (در سال ۲۰۰۸) ۴۲٫۶۴ و بر اساس آمار سازمان ملل متحد (در سال ۲۰۰۶) ۴۹٫۴ بوده است.
این آمار از ۱۲۶ در سال ۱۹۶۰ به ۵۷ در سال ۲۰۰۱ کاهش داشته است.
| رتبه | کشور          | آمار سیا ورلد فکت‌بوک (۲۰۰۸) | آمار سازمان ملل (۲۰۰۶) |
| ---- | ------------- | --------------------------- | ---------------------- |
| ۱    | آنگولا        | ۱۸۲٫۳۱                      | ۱۳۱٫۹ (۴)              |
| ۲    | سیرالئون      | ۱۵۶٫۴۸                      | ۱۶۰٫۳ (۱)              |
| ۳    | افغانستان     | ۱۵۴٫۶۷                      | ۱۵۷ (۲)                |
| ۴    | لیبریا        | ۱۴۳٫۸۹                      | ۱۳۲٫۵ (۳)              |
| ۵    | نیجر          | ۱۱۵٫۴۲                      | ۱۱۰٫۸ (۱۲)             |
| ۶۸   | تاجیکستان     | ۴۲٫۳۱                       | ۶۰٫۲ (۴۷)              |
| ۷۴   | ایران         | ۳۶٫۹۳                       | ۳۰٫۶ (۷۷)              |
| ۵۳   | هند           | ۳۲٫۳۱                       | ۵۵ (۷۷)                |
| ۱۰۶  | چین           | ۲۱٫۱۶                       | ۲۳ (۹۳)                |
| ۱۸۰  | آمریکا        | ۶٫۳۰                        | ۶٫۳۰ (۱۶۳)             |
| ۱۸۳  | اتحادیه اروپا | ۵٫۸۴                        |                        |
| ۲۱۸  | ایسلند        | ۳٬۲۵                        | ۲٫۹ (۱۹۵)              |
| ۲۱۹  | هنگ کنگ       | ۲٫۹۳                        | ۳٫۷ (۱۹۰)              |
| ۲۲۰  | ژاپن          | ۲٫۸۰                        | ۳٫۲ (۱۹۳)              |
| ۲۲۱  | سوئد          | ۲٫۷۵                        | ۳٫۲ (۱۹۲)              |
| ۲۲۲  | سنگاپور       | ۲٫۳۰                        | ۳ (۱۹۴)                |